# Aberdarecistikola
Aberdarecistikola (Cisticola aberdare) är en fågel i familjen cistikolor inom ordningen tättingar.

## Utseende och läte
Aberdare är en medelstor (12–15 cm) gräslevande tätting. Fjäderdräkten är kraftigt streckad i beige och svart på ovansidan, medan undersida är otecknat beigefärgad. Liknande större cistikola har rostfärgad nacke och något längre stjärt. Arten är vanligen tystlåten, utom under häckningstid då en blandning av "peeuu tew tew " och kortare drillar kan höras.

## Utbredning och systematik
Fågeln förekommer enbart i Aberdarebergen i västra delen av centrala Kenya. Den behandlas som monotypisk, det vill säga att den inte delas in i några underarter.

### Familjetillhörighet
Cistikolorna behandlades tidigare som en del av den stora familjen sångare (Sylviidae). Genetiska studier har dock visat att sångarna inte är varandras närmaste släktingar. Istället är de en del av en klad som även omfattar timalior, lärkor, bulbyler, stjärtmesar och svalor. Idag delas därför Sylviidae upp i ett antal familjer, däribland Cisticolidae.

## Status och hot
Aberdarecistikolan har ett mycket litet utbredningsområde, där också dess levnadsmiljö försvinner och fragmenteras i snabb takt, till följd av jordbrukets framväxt och intensifierad boskapshållning. Från att tidigare ha ansetts vara starkt hotad kategoriserar internationella naturvårdsunionen IUCN arten sedan 2017 som sårbar (VU).